# Kanton Charlieu
Kanton Charlieu (francouzsky Canton de Charlieu) je francouzský kanton v departementu Loire v regionu Rhône-Alpes. Tvoří ho 14 obcí.

## Obce kantonu
- Boyer
- Chandon
- Charlieu
- Jarnosse
- Maizilly
- Mars
- Nandax
- Pouilly-sous-Charlieu
- Saint-Denis-de-Cabanne
- Saint-Hilaire-sous-Charlieu
- Saint-Nizier-sous-Charlieu
- Saint-Pierre-la-Noaille
- Villers
- Vougy